# Новоукраїнка (Павлівська сільська громада)
Новоукраї́нка — село в Україні, у Запорізькому районі Запорізької області. Входить до складу Павлівської сільської громади. 
Площа села — 82,5 га. Кількість дворів — 50, кількість населення на 01.01.2007 р. — 130 чол.

## Географія
Село Новоукраїнка знаходиться на відстані 1 км від села Берестове та за 2 км від сіл Вівчарне, Шевченкове та Солоне. По селу протікає пересихаючий струмок з загатою.
Село розташоване за 23 км від м. Вільнянськ та за 49 км від обласного центру.
Найближча залізнична станція — Новогупалівка — знаходиться за 8 км від села.

## Історія
С. Новоукраїнка було засноване в 1922 р. батраками і малоземельними селянами.
В 1932–1933 селяни пережили сталінський геноцид.
З 24 серпня 1991 року село входить до складу незалежної України.
До 2016 орган місцевого самоврядування — Семененківська сільська рада.
12 червня 2020 року, відповідно до розпорядження Кабінету Міністрів України № 713-р «Про визначення адміністративних центрів та затвердження територій територіальних громад Запорізької області», село увійшло до складу Павлівської сільської територіальної громади.
19 липня 2020 року, в результаті адміністративно-територіальної реформи та ліквідації Вільнянського району, село увійшло до складу новоутвореного Запорізького району.

## Населення

### Мова
Розподіл населення за рідною мовою за даними перепису 2001 року:
| Мова       | Кількість | Відсоток |
| ---------- | --------- | -------- |
| українська | 150       | 94.34%   |
| російська  | 9         | 5.66%    |
| Усього     | 159       | 100%     |